# 23057 Анжелавілсон
23057 Анжелавілсон (1999 XB45, 1990 TO5, 1998 MP34, 23057 Angelawilson) — астероїд головного поясу, відкритий 7 грудня 1999 року.
Тіссеранів параметр щодо Юпітера — 3,393.